# ATC code A01
ATC code A01 فراورده‌های دهان و ضمائم زیرگروهی درمانی از سیستم طبقه‌بندی شیمیایی درمانی آناتومیک است. این سیستمِ متشکل از کدهای حرفی‌عددی را سازمان جهانی بهداشت برای طبقه‌بندی داروها و سایر تولیدات پزشکی ایجاد کرده است. زیرگروه A01 جزوی از گروه آناتومیک A مجرای گوارش و متابولیسم است.

کدهای مورد استفاده در دامپزشکی (کدهای ATCvet) را می‌توان با گذاشتن حرف Q جلو کدهای انسانی ATC ایجاد کرد: مثلاً QA01. 
ممکن است نسخه‌های ملی از طبقه‌بندی ATC حاوی کدهای اضافه‌ای باشند که در این فهرست (نسخهٔ سازمان جهانی بهداشت) نیامده باشند.

## A01A فراورده‌های  دهان و ضمائم

### A01AAپوسیدگی دندانprophylactic agents
A01AA01 سدیم فلوئورید
A01AA02 مونوفلوروفسفات سدیم
A01AA03 Olaflur
A01AA04 فلوئورید قلع (II)
A01AA30 Combinations
A01AA51 Sodium fluoride, combinations

### A01AB Anti-infectives and antiseptics for local oral treatment
A01AB02 هیدروژن پراکسید
A01AB03 کلرهگزیدین
A01AB04 آمفوتریسین بی
A01AB05 Polynoxylin
A01AB06 Domiphen
A01AB07 ۸-هیدروکسی‌کینولین
A01AB08 نئومایسین
A01AB09 میکونازول
A01AB10 ناتامایسین
A01AB11 Various
A01AB12 Hexetidine
A01AB13 تتراسایکلین
A01AB14 بنزکسونیوم کلرید
A01AB15 Tibezonium iodide
A01AB16 Mepartricin
A01AB17 مترونیدازول
A01AB18 کلوتریمازول
A01AB19 سدیم پربورات
A01AB21 Chlortetracycline
A01AB22 داکسی‌سایکلین
A01AB23 مینوسایکلین

### A01ACکورتیکواستروئیدs for local oral treatment
A01AC01 تریامسینولون
A01AC02 دگزامتازون
A01AC03 هیدروکورتیزون
A01AC54 پردنیزولون, combinations

### A01AD Other agents for local oral treatment
A01AD01 اپی‌نفرین
A01AD02 بنزیدامین
A01AD05 استیل‌سالیسیلیک اسید
A01AD06 Adrenalone
A01AD07 Amlexanox
A01AD08 Becaplermin
A01AD11 Various